# 459
Năm 459 là một năm trong lịch Julius.